# Eremogone acicularis
Eremogone acicularis är en nejlikväxtart som först beskrevs av F. Williams, och fick sitt nu gällande namn av S. Ikonnikov. Eremogone acicularis ingår i släktet Eremogone och familjen nejlikväxter. Inga underarter finns listade i Catalogue of Life.